# عبد العزيز السلمي
عبد العزيز صالح ناصر السلمي، حكم كرة قدم كويتي سابق.